# Wacław Jędrzejewicz

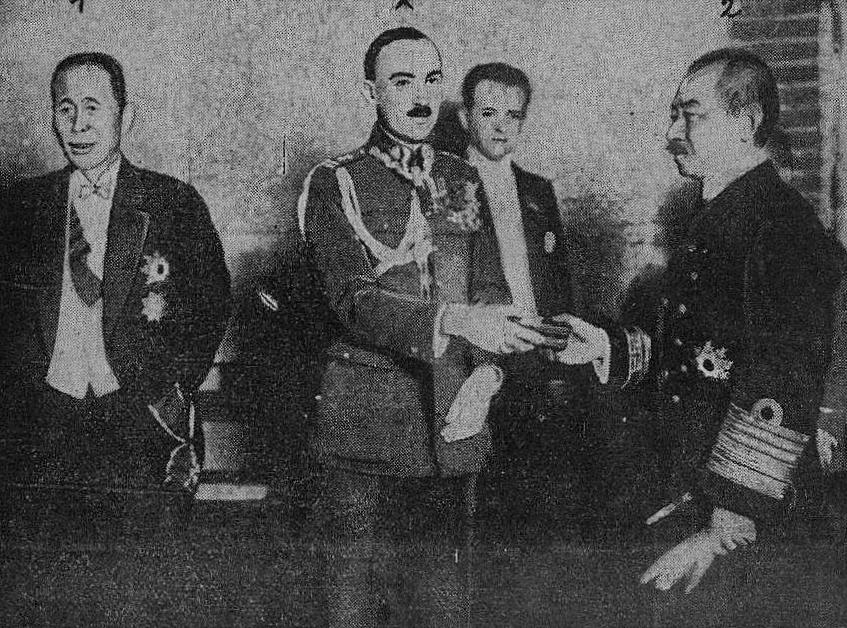
Ppłk Wacław Jędrzejewicz w 1928. Z lewej premier Japonii Giichi Tanaka, z prawej admirał Keisuke Okada

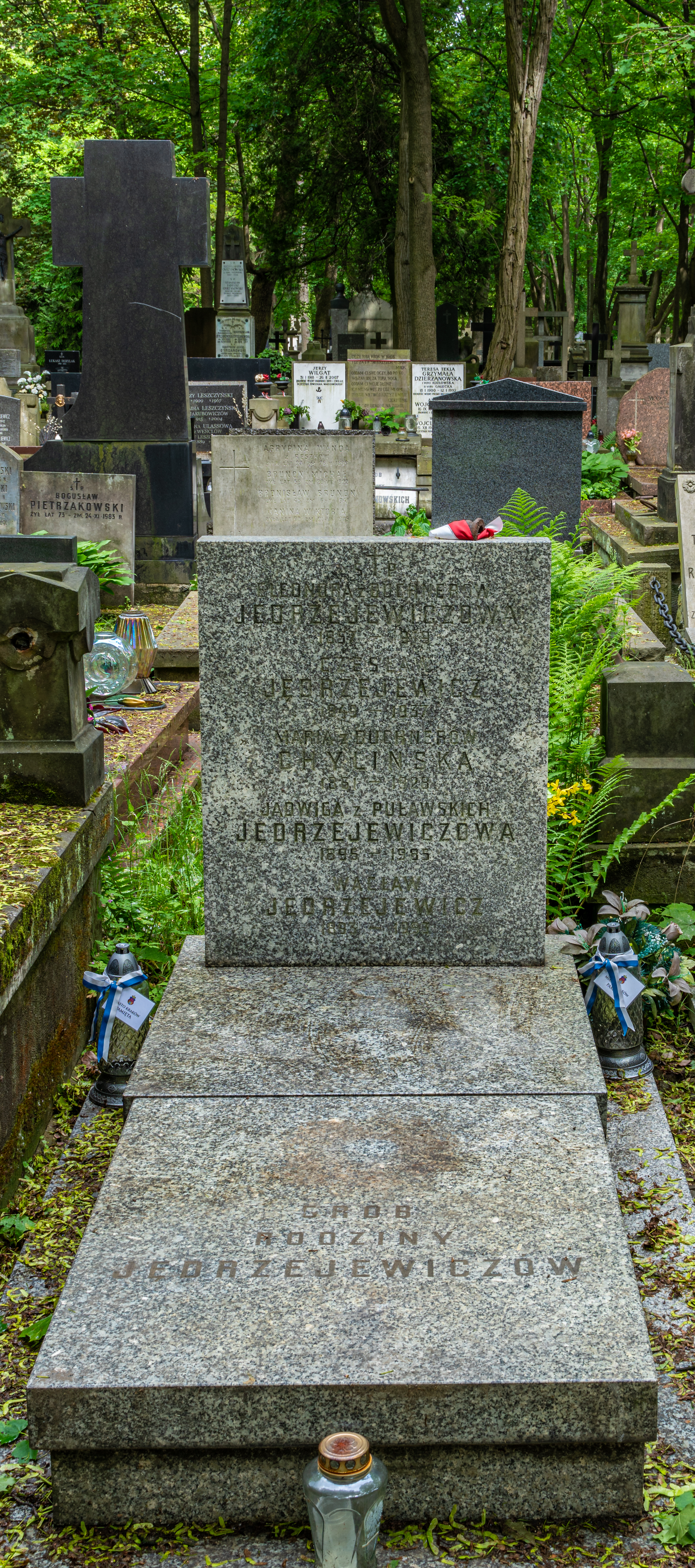
Grób Wacława Jędrzejewicza na cmentarzu Powązkowskim

Wacław Jędrzejewicz (ur. 29 stycznia 1893 w Spiczyńcach, zm. 1 grudnia 1993 w Cheshire) – polski działacz niepodległościowy, dyplomata, polityk, historyk, generał brygady Wojska Polskiego, kawaler Orderu Virtuti Militari, brat Janusza Jędrzejewicza, majora Wojska Polskiego i premiera II RP.

## Życiorys

### Wczesne lata
Wacław Jędrzejewicz urodził się 29 stycznia 1893 r. w Spiczyńcach, wsi położonej nad rzeką Rosią w powiecie latyczowskim guberni podolskiej, w rodzinie inteligenckiej ormiańskiego pochodzenia – Czesława, inżyniera chemika, absolwenta Szkoły Głównej w Warszawie, pracownika cukrowni (zm. 1937), i Eleonory z Buchnerów. Wacław był najmłodszym dzieckiem Jędrzejewiczów. Miał brata Janusza (ur. 21 czerwca 1885) w przyszłości prezesa Rady Ministrów oraz siostrę Marię (ur. 1887), która pracowała w Oddziale II i MSZ. Podczas okupacji w 1944 r. siostra Wacława zmarła na tyfus w Krakowie. Ojciec Wacława pracował w cukrowniach w Spiczyńcach, Skoromoszkach i Cybulowie. W 1903 r. rodzina Jędrzejewiczów przeniosła się do Warszawy, gdzie ojciec Wacława rozpoczął pracę w laboratorium chemicznym.
Przed rozpoczęciem nauk w gimnazjum Wacław do dziesiątego roku życia był nauczany w domu przez prywatnych nauczycieli. Wiosną 1903 r. zdał egzamin wstępny do II Gimnazjum w Żytomierzu. Nie został jednak przyjęty ze względu na niskie oceny (egzamin konkursowy). Tego samego roku po przeprowadzce wraz z rodziną do Warszawy, Wacław rozpoczął naukę w warszawskim gimnazjum założonym przez gen. Pawła Chrzanowskiego, w którym to językiem wykładowym oprócz rosyjskiego był również polski (późniejsze Gimnazjum im. Jana Zamoyskiego), jego kolegą z klasy był m.in. ksiądz Ignacy Skorupka. W gimnazjum w 1909 r. współtworzył kółko lotnicze oraz został członkiem Związku Młodzieży Polskiej „Przyszłość” (PET). W 1912 zdał maturę. Tego samego roku rozpoczął loty na szybowcu, co było wyrazem jego fascynacji lotnictwem i jako pierwszy polski lotnik w okolicach Klarysewa przeleciał ok. 300 m na wysokości ok. 20 m szybowcem zbudowanym wraz z kolegami z gimnazjum Chrzanowskiego. Od 1913 r. studiował w Studium Rolniczym przy Wydziale Filozoficznym Uniwersytetu Jagiellońskiego w Krakowie. Decyzja o kontynuowaniu nauki właśnie na Uniwersytecie Jagiellońskim wiązała się z planami ojca Wacława związanymi z zakupem majątku ziemskiego, a także ze względu na brata Janusza, który studiował matematykę na tym samym wydziale.
Podczas studiów wstąpił do ZMP „Zet” i był członkiem tej młodzieżowej organizacji do wiosny 1914 r. Pod koniec 1913 r. wstąpił do Związku Strzeleckiego, gdzie w czerwcu 1914 r. ukończył szkołę podoficerską. Jego egzaminatorami byli: Tadeusz Furgalski, Bogusław Kunc „Kordian” oraz Józef Zając „Mars”.

### Wielka wojna
I wojna światowa zastała Jędrzejewicza w Warszawie u rodziców, gdzie po zaliczeniu I roku studiów spędzał wakacje. Kolega Wacława ze „Strzelca”, Adam Koc „Witold” zainicjował ideę utworzenia Polskiej Organizacji Wojskowej (POW), gdzie Jędrzejewicz pełnił początkowo funkcję kierownika szkół podoficerskich POW w Warszawie. We wrześniu 1914 roku wraz z Konradem Libickim „Buyno” założył Wolną Szkołę Wojskową, która skupiała się na szkoleniu młodzieży z różnych kręgów społecznych. Jędrzejewicz pełnił tam rolę zastępcy, zaś Libicki był komendantem. Szkołę tą ukończył również brat Wacława, Janusz Jędrzejewicz, który wstąpił również w kręgi POW w grudniu 1914 r.
Za zgodą Józefa Piłsudskiego, na czele tzw. Batalionu Warszawskiego, w sierpniu 1915 r. dołączył do I Brygady Legionów walczącej wówczas na Wołyniu. Skierowany ponownie do pracy w POW. Był członkiem Komendy Naczelnej i komendantem okręgów POW w Częstochowie i Zagłębiu, angażował się też w działalność polityczną. Po powrocie w marcu 1916 r. do Warszawy działał w POW. Z ramienia tej organizacji został komendantem Warszawy. W lipcu 1917 r. został aresztowany przez Niemców i skazany na 10 lat więzienia. Do lipca 1918 r. odbywał karę w więzieniu w Warszawie, następnie został przeniesiony do obozu internowanych w Modlinie. Dzięki działaniom rodziny we wrześniu 1918 r. wyszedł na wolność. Po uwolnieniu na krótko powrócił do działalności konspiracyjnej w POW. W listopadzie 1918 r. wstąpił do organizującego się Wojska Polskiego.

### II Rzeczpospolita
Jako należący do najbliższego kręgu zaufanych Józefa Piłsudskiego został skierowany do pracy w Oddziale II Sztabu Generalnego. 2 stycznia 1920 roku został przydzielony do Wojennej Szkoły Sztabu Generalnego w Warszawie, w charakterze słuchacza II Kursu. 16 kwietnia 1920 roku, w związku z przygotowaną operacją ukraińską został „odkomenderowany” do Oddziału II Naczelnego Dowództwa WP. Razem z Walerym Sławkiem podpisał tajną konwencję wojskową do traktatu sojuszniczego zawartego z Ukraińską Republiką Ludową. W lipcu 1920 roku, podczas wypełniania lotniczej misji wywiadowczej na trasie Lida – Wilno, dostał się do niewoli bolszewickiej. Po udanej ucieczce via Litwa powrócił do Polski. Jako ekspert uczestniczył w rokowaniach nad traktatem ryskim, równocześnie współdziałał przy tworzeniu w państwach bałtyckich polskich komórek wywiadowczych mających zadanie zbierania informacji o Rosji. 3 stycznia 1921 roku powrócił do szkoły i kontynuował naukę. 6 września tego roku, po ukończeniu kursu i otrzymaniu „pełnych kwalifikacji do pełnienia służby na stanowiskach Sztabu Generalnego”, został przydzielony do Oddziału II Sztabu Generalnego, w którym kierował pracami Referatu Wschód (wywiad na ZSRR). Z dniem 1 kwietnia 1926 roku, w randze majora SG, mianowany został attaché wojskowym przy Poselstwie Polskim w Tokio. 26 stycznia 1928 roku został mianowany podpułkownikiem ze starszeństwem z 1 stycznia 1928 roku i 25. lokatą w korpusie oficerów piechoty. W tym samym roku został zwolniony ze stanowiska attaché wojskowego i oddany do dyspozycji szefa Sztabu Generalnego. Z dniem 15 października 1928 roku został przeniesiony w stan nieczynny na okres 12 miesięcy, a z dniem 1 lutego 1930 roku do rezerwy.
Po rekomendacji objął stanowisko dyrektora departamentu administracyjnego Ministerstwa Spraw Zagranicznych. Od czerwca 1931 był dyrektorem departamentu konsularnego MSZ. Działając na tym stanowisku, przede wszystkim skupiał się na koordynacji współpracy polskich placówek za granicą w krajach, gdzie zamieszkiwała znacząca liczba Polaków: Stany Zjednoczone, Niemcy, Francja. We wrześniu 1933 otrzymał nominację na stanowisko podsekretarza stanu w Ministerstwie Skarbu.
23 lutego 1934 został mianowany na stanowisko ministra wyznań religijnych i oświecenia publicznego (w rządach Janusza Jędrzejewicza, Leona Kozłowskiego i Walerego Sławka). Objął je po długim namyśle. Jako minister kierował się wskazówkami brata Janusza i innych działaczy Zrębu. Obok siebie istniały dwa systemy szkolne: stary i nowy, który na tle obowiązujących rozwiązań europejskich był bardzo nowoczesny. W momencie objęcia stanowiska przez Jędrzejewicza zamykano zmiany w szkolnictwie powszechnym i zaczynano wstępne przygotowania do zmian w szkolnictwie średnim, polegających na wprowadzeniu programu czteroletnich gimnazjów. W trakcie półtorarocznego sprawowania funkcji ministra rozpoczęto przygotowania programów licealnych. Na polu polityki wyznaniowej uzgodniono kwestię nauki katechizmu w szkołach. Minister zaangażował się osobiście w rozmowy z metropolitą Adamem Sapiehą, który przewodniczył Komisji Oświaty Episkopatu. Sprawę uregulowania stosunków z autokefalicznym Kościołem prawosławnym powierzył swojemu zastępcy, ks. Bronisławowi Żongołłowiczowi. W październiku 1935 ustąpił ze stanowiska. Pełnił funkcje sekretarza generalnego Komitetu Krzyża i Medalu Niepodległości. W 1937 prezes Polskiego Komitetu Międzynarodowej Wystawy w Paryżu.

### II wojna światowa
We wrześniu 1939 r., po agresji Niemców na Polskę i opuszczeniu Warszawy, Jędrzejewicz za zgodą dowódcy Okręgu Korpusu Lwów otrzymał formalny przydział wojskowy do Polskiego Radia jako oficer do zadań specjalnych.17 września przekroczył granice Rumunii, gdzie wraz z bratem, Henrykiem Floyarem-Rajchmanem i Matuszewskim zorganizował ewakuację depozytu Funduszu Obrony Narodowej do Francji. Został on przekazany Rządowi Rzeczypospolitej.

### Życie na emigracji w Stanach Zjednoczonych
Otoczenie gen. Władysława Sikorskiego uniemożliwiło mu zarówno dalszą służbę państwową, jak i wojskową w Polskich Siłach Zbrojnych na Zachodzie. Trzy dni po przybyciu do Francji, w lutym 1940 r. Biuro Personalne Ministerstwa Spraw Wojskowych w Paryżu zajęło jednoznaczne stanowisko w sprawie jego przydziału wojskowego. Sytuacja nie zmieniła się po jego przybyciu do Londynu. W tej sytuacji podjął decyzję o wyjeździe do Stanów Zjednoczonych, gdzie pracował jako szlifierz w fabryce zbrojeniowej. Działał społecznie w środowisku Polonii amerykańskiej. Współorganizował wraz z Ignacym Matuszewskim i Henrykiem Floyar-Rajchmanem Komitet Narodowy Amerykanów Polskiego Pochodzenia (KNAPP). Był jednym z założycieli powstałego w lipcu 1943 Instytutu Józefa Piłsudskiego w Ameryce, a w latach 1943–1948 był jego pierwszym dyrektorem i prezesem. Jesienią 1948 roku otrzymał tytuł profesora języka i literatury rosyjskiej w Wellesley College. W latach 1958–1963 był kierownikiem studiów slawistycznych w Ripon College w stanie Wisconsin. W 1963 przeszedł na emeryturę i powrócił do Nowego Jorku, gdzie poświęcił się działalności w Instytucie Józefa Piłsudskiego jako dyrektor (1963–1964), sekretarz zarządu (1971), wiceprezes (1972–1976) i prezes (1977–1978). Członek Polskiego Towarzystwa Naukowego na Obczyźnie (od 1961). Laureat Nagrody Związku Pisarzy Polskich na Obczyźnie w 1977 roku.
W 1992 roku Prezydent RP Lech Wałęsa nadał mu stopień generała brygady. W 1993 roku przyznano mu Honorowe Obywatelstwo Stołecznego Królewskiego Miasta Krakowa.
Jego prochy złożono na cmentarzu Powązkowskim w Warszawie (kwatera 86-4-26).

## Okres sprawowania urzędu ministra
- 23 II – 13 V 1934[9]
- p.o. 13-15 V 1934
- 15 V 1934 – 28 III 1935
- 28 III – 12 X 1935
- p.o. 12-13 X 1935

## Publikacje
Autor około 300 artykułów historycznych publikowanych m.in. w paryskich „Zeszytach Historycznych” oraz obszernych prac: Poland in the British Parliament 1939–1945 i Kronika życia Józefa Piłsudskiego 1867–1935.
W 1978 otrzymał Nagrodę Pisarską Stowarzyszenia Polskich Kombatantów za pracę pt. Kronika życia Józefa Piłsudskiego.

## Ordery i odznaczenia
- Krzyż Srebrny Orderu Wojskowego Virtuti Militari nr 4944 (11 listopada 1921)[22][23]
- Krzyż Wielki Orderu Odrodzenia Polski (pośmiertnie, 3 grudnia 1993)[24][25]
- Wielka Wstęga Orderu Odrodzenia Polski (19 marca 1983)[26]
- Krzyż Niepodległości z Mieczami (6 listopada 1930)[27]
- Krzyż Oficerski Orderu Odrodzenia Polski (10 listopada 1928)[22]
- Krzyż Walecznych (czterokrotnie)[22]
- Medal Pamiątkowy za Wojnę 1918–1921[22]
- Medal Dziesięciolecia Odzyskanej Niepodległości[22]
- Komandor Krzyża Wielkiego Orderu Gwiazdy Polarnej (Szwecja)[28]
- Kawaler Krzyża Wielkiego Orderu Korony Włoch (Włochy)[28]
- Krzyż Wielki Orderu Świętego Sawy (Jugosławia, 1931)[29][28]
- Krzyż Wielki Orderu Świętego Aleksandra (Bułgaria)[28]
- Order Krzyża Wolności I kategorii III klasy (Estonia, 1925)[22][28][30]
- Order Zasługi I klasy (Węgry)[28]
- Wielka Wstęga Orderu Korony Rumunii (Rumunia, 20 lipca 1933)[22][28][31]
- Wielki Oficer Orderu Trzech Gwiazd (Łotwa)[22][28]
- Krzyż Komandorski I klasy Orderu Białej Róży Finlandii (Finlandia)[22][28]
- Krzyż Kawalerski I klasy Orderu Białej Róży Finlandii (Finlandia)[22][28]
- Krzyż Kawalerski I klasy Orderu Miecza (Szwecja)[22][28]
- Order Skarbu Świętego III klasy (Japonia)[32][22][28]
- Order Wschodzącego Słońca IV klasy (Japonia)[32][22][28]
- Krzyż Oficerski Orderu Gwiazdy Rumunii (Rumunia)[22][28]
- Krzyż Oficerski Orderu Leopolda (Belgia)[22][28]
- Krzyż Kawalerski Orderu Leopolda (Belgia)[22][28]
- Krzyż Kawalerski Orderu Legii Honorowej (Francja)[22][28]